# Cristina Ruiz Ortega
Cristina Ruiz Ortega (1970)  es una economista española, que fue  fundadora y consejera delegada (CEO) de la empresa tecnológica Minsait y una de las únicas cinco consejeras ejecutivas del Ibex 35, hasta el año 2022, fecha en la que presentó su dimisión.

## Biografía
Cristina Ruiz Ortega se graduó en Ciencias Económicas y Empresariales por la Universidad Complutense de Madrid. Máster en Administración de Empresas MBA por MIT-Sloan School of Management.

### Trayectoria profesional
Comenzó trabajando como consultora estratégica durante dos años. Después trabajó en la empresa Andersen Consulting, Francia. Posteriormente se incorporó en la empresa Accenture España, como gerente senior, en la que estuvo seis años, formando parte de la oficina de Parí y Roma. Trabajó en la empresa Boston Consulting Group durante cuatro años, donde se especializó en consultoría estratégica en el sector energético e industrial. En 2011 se incorporó a Indra tras acumular un conocimiento y experiencia importante en la gestión de equipos y negocios.
Fue fundadora y responsable de Minsait (2014), ocupándose de la división de tecnologías de la información y transformación digital de la empresa Indra, utilizando un proyecto transversal, a fin de liderar la transformación cultural. En 2017 fue elegida por la empresa como consejera ejecutiva de administración.
En 2020  y 2021 era una de las únicas cinco consejeras ejecutivas del Ibex 35, junto con Ana Botín, María Dolores Dancausa, María José García Beato, Vanisha Mittal.
En 2021 fue nombrada consejera delegada de Indra, cargo del que dimitió en abril de 2022 alegando razones personales.

## Premios y reconocimientos
- 2018. Mejor líder ejecutivo, en los European Digital Mindset Awards.[16][17]
- 2022. Una de las 10 directivas españolas que lideran la transformación digital en el sector financiero. Forbes España.[18]